# محمد الدوسري (عداء)
محمد الدوسري من مواليد 8 ديسمبر 1961، هو عداء سعودي متخصص في سباق 3000 متر موانع. شارك في دورة الألعاب الأولمبية عامي 1988 و 1992.
كان أفضل أداء دولي له الحصول على الميدالية الفضية في بطولة آسيا 1989 والميدالية الذهبية في عام 1992 في دورة الألعاب العربية. كما فاز ببطولة مجلس التعاون الخليجي في عامي 1986 و 1992.

## روابط خارجية
- محمد الدوسري على موقع الاتحاد الدولي لألعاب القوى (الإنجليزية)
- محمد الدوسري على موقع أوليمبيديا (الإنجليزية)